# Гуардабозоне
Гуардабозо̀не (на италиански: Guardabosone; на пиемонтски: Vardaboson, Вардабозон) е село и община в Северна Италия, провинция Верчели, регион Пиемонт. Разположено е на 479 m надморска височина. Населението на общината е 356 души (към 2010 г.).